# Nikolaj Ogarkov

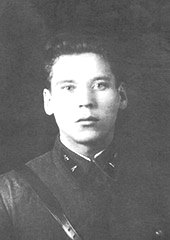
Ogarkov rond 1940

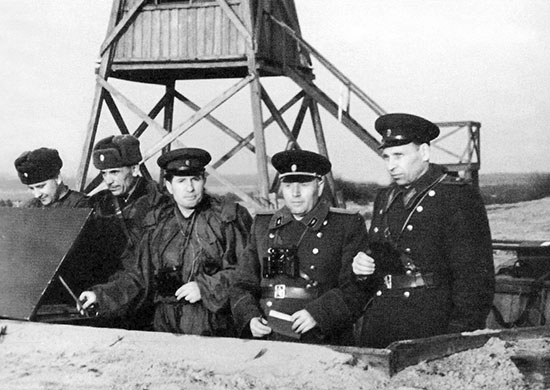
Ogarkov in Duitsland in 1961

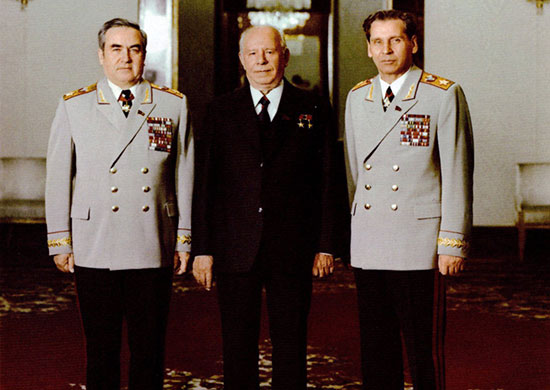
Ogarkov en Viktor Koelikov krijgen hun Maarschalkster in het Kremlin op 4 februari 1977

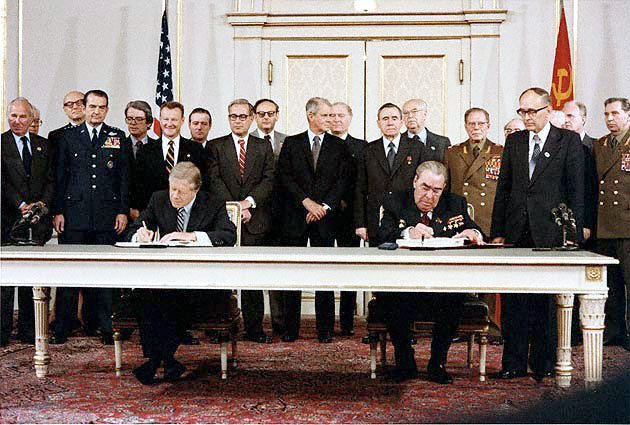
Ogarkov kijkt hoe Jimmy Carter en Leonid Brezjnev het SALT-2-verdrag ondertekenen in de Hofburg te Wenen op 18 juni 1979.

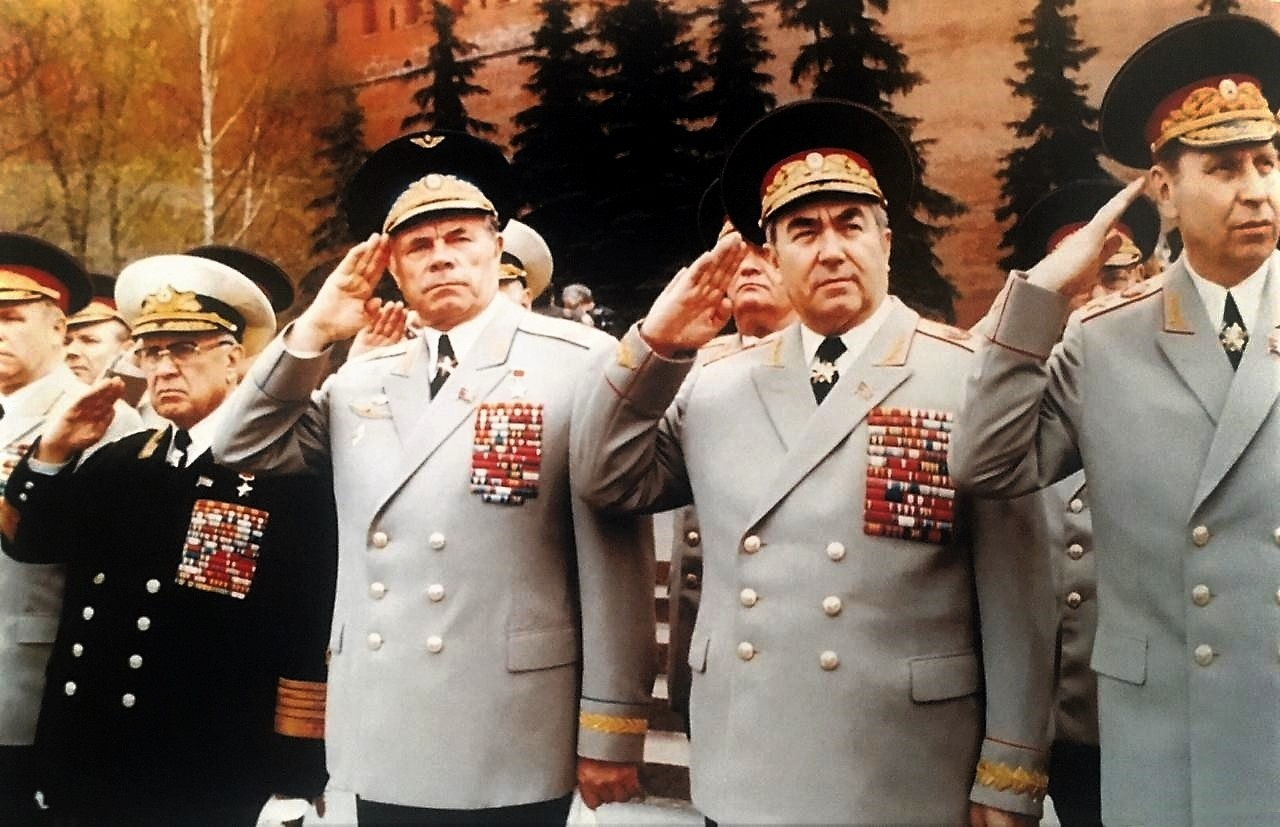
Gorsjkov, Koetachov, Koelikov en Ogarkov op 9 mei 1980

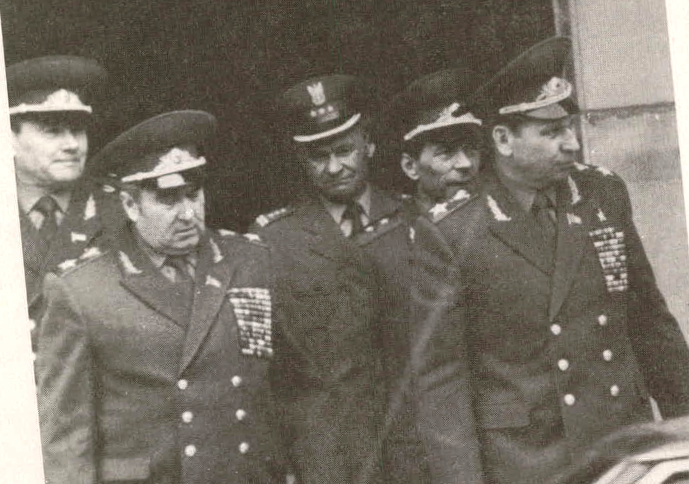
Ogarkov met andere commandanten van het Warschaupact te Warschau in 1980

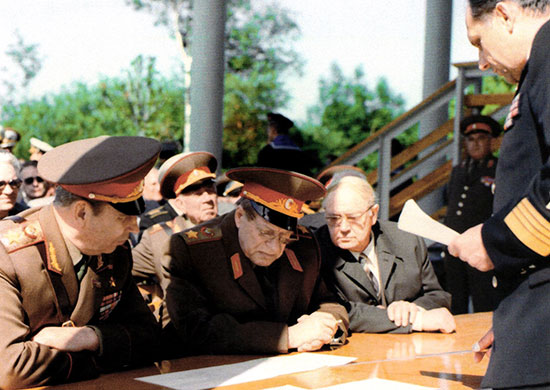
Ogarkov en Oestinov tijdens de oefening Zapad-81 in 1981

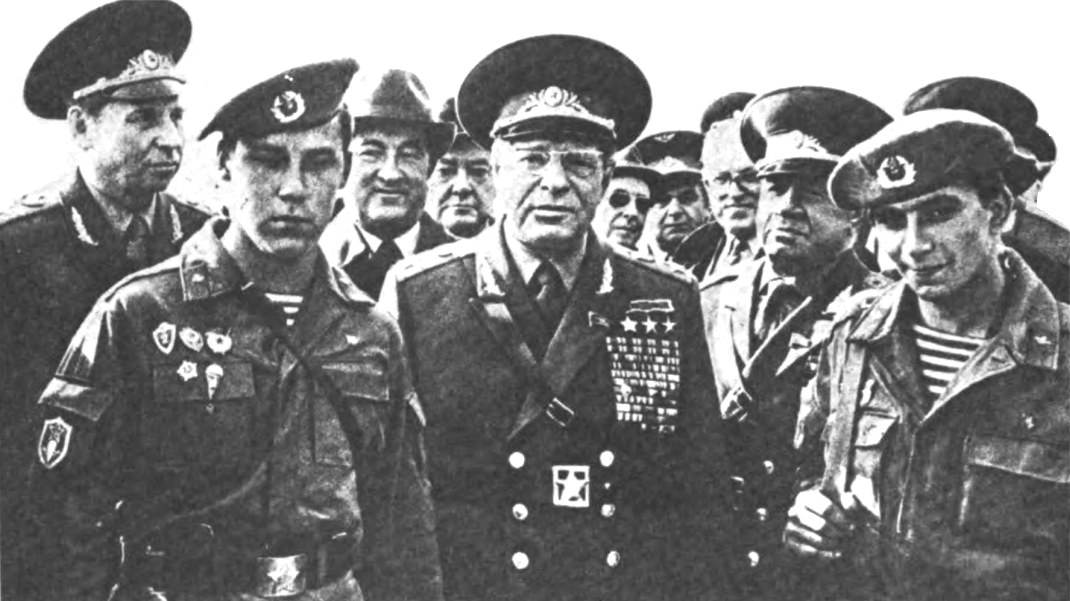
Ogarkov tijdens de oefening Zapad-81 in 1981

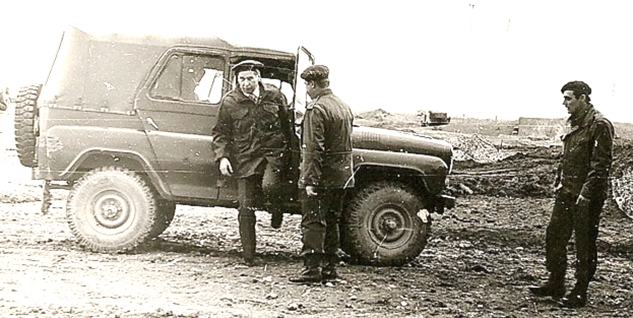
Ogarkov inspecteert in 1984 troepen in Syrië.

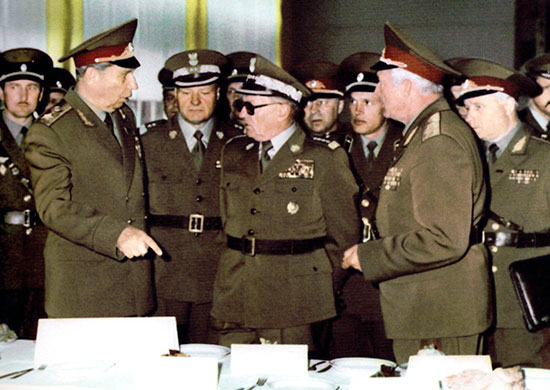
Ogarkov in Polen in 1986

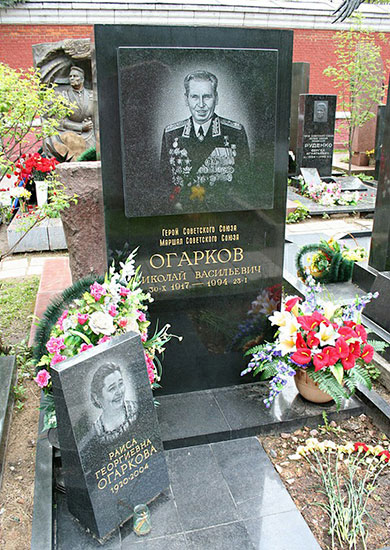
Het graf van Ogarkov

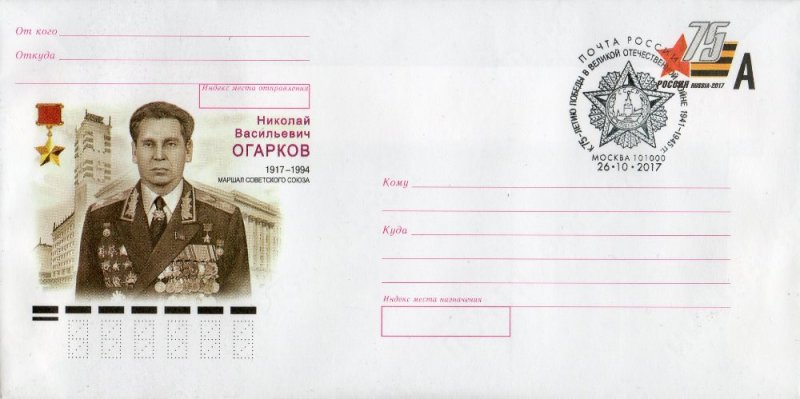
Russische postkaart van 26 oktober 2017

Nikolaj Vasiljevitsj Ogarkov (Russisch: Огарков, Николай Васильевич) (Molokovo, Oblast Tver, 30 oktober 1917 - Moskou, 23 januari 1994)  was een maarschalk van de Sovjet-Unie en held van de Sovjet-Unie die vocht in de Tweede Wereldoorlog. Hij werd nadien hoofd van Stavka.

## Jeugd
Nikolaj werd geboren in een kroostrijk gezin van boeren. In 1931 vertrok hij naar het Russische Verre Oosten, waar zijn oudere broer diende in het leger. Nikolaj werkte als leerling-verkoper in de gesloten militaire coöperatie van Razdolnenski. In april 1933 keerde hij terug naar zijn geboorteland, waar hij 1,5 jaar werkte als accountant, secretaris van de regionale raad van vakbonden en ook in andere functies. In 1934 vertrok hij naar Moskou om te studeren aan de werkfaculteit van de energie-industrie ("veenarbeidersfaculteit") in het dorp Koedinovo , waarna hij studeerde aan de faculteit ingenieurswetenschappen van de Staatsuniversiteit van Moskou. Na school werkte hij als accountant en als secretaris van de regionale raad van vakbonden. In 1938 ging hij bij het Rode Leger (Sovjet-Unie). In 1941 studeerde hij af aan de Militaire Technische Academie voor genietroepen.

## Tweede Wereldoorlog
Bij begin van de Tweede Wereldoorlog legde hij als ingenieur van het 1e regiment infanterie van de 17e divisie infanterie van het Westelijk Front versterkingen aan bij de rivier Lomzja. Van oktober 1941 tot februari 1942 diende hij als senior fortificatie ingenieur van de 2e afdeling van de technische afdeling van het Karelische Front. Vanaf februari 1942 was hij ingenieur van een regiment fuseliers in de 289e divisie fuseliers. Vanaf juni 1942 was hij ingenieur van een brigade van de 61e Divisie fuseliers van de Marine. Vanaf december 1942 was hij assistent-stafchef van de technische troepen van het 32e leger. Vanaf augustus 1943 was hij assistent-chef van de afdeling operaties van de staf van de technische troepen van het Karelische Front. Vanaf mei 1944 was hij ingenieur van de 122e infanteriedivisie in Karelië, vanaf november in het 2e Oekraïense Front en daarna het 3e Oekraïense Front. Hij vocht in de Vervolgoorlog, Vyborg-Petrozavodsk, Operatie Kirkenes-Petsamo, de verovering van Boedapest en de Slag om Wenen.
Kolonel A. N. Velitsjko schreef:

Tijdens de vervolging van de vijand besteedde kameraad Ogarkov veel aandacht aan het opruimen van mijnen, het repareren van wegen en bruggen en het aanleggen van colonnewegen. Terwijl hij het werk organiseerde, bevond hij zich persoonlijk in de meest kritieke gebieden.

Het hoofd van de politieke afdeling van het 133e korps fuseliers, waartoe ook de 122e divisie fuseliers behoorde, kolonel G.N. Sjinkarenko, schreef over de strijd om de Hongaarse stad Drava Sabolch: 

Hij leidde een groep geniesoldaten en maakte deel uit van het tankbataljon van de Bulgaren, die de aanvallende eenheden van het 715e regiment ondersteunden. Onder voortdurend vijandelijk vuur overwonnen de geniesoldaten de obstakels en creëerden zo gunstige omstandigheden voor de tanks om in de aanval te gaan. Op het beslissende moment leidde N. V. Ogarkov, die op het pantser van de leidende tank zat, de acties van de Bulgaarse tanks. Een persoonlijk voorbeeld, de kalmte van een officier, zijn directe deelname aan de acties van een tankbataljon droeg grotendeels bij aan het succes van de Sovjet- en Bulgaarse troepen in de strijd.

Op 11 april 1945 leidde Ogarkov de sappeurs en werd hij gewond naar het ziekenhuis afgevoerd. In juli keerde hij terug naar zijn divisie, maar die werd drie maanden later ontbonden. Ogarkov werd assistent-stafchef van de technische troepen van het 27e leger van het militair district Karpaten. Vanaf 1945 was hij lid van de Communistische Partij van de Sovjet-Unie.

## Koude Oorlog
Van oktober 1945 tot januari 1946, assistent en senior assistent van de chef-staf van de technische troepen van het 27e Leger (Sovjet-Unie) in het militair district Karpaten. In 1947 studeerde hij af aan de operationele technische faculteit van de Militaire Technische Academie.

### Verre Oosten
Vanaf februari 1947was hij Plaatsvervangend hoofd van de technische directie van het militair district Primorje. Daar trok hij de aandacht van de districtscommandant Rodion Malinovski, wat zijn carrière hielp. In september 1948 werd hij hoofdofficier van de afdeling en vanaf januari 1949 hoofd van de afdeling van het hoofdkwartier van de opperbevelhebber van het Verre Oosten. Vanaf mei 1953 was hij het hoofd van de operationele afdeling van de operationele directie en vanaf november 1955 was hij de chef van de operationele directie en plaatsvervangend stafchef van het militair district Verre Oosten.

### Groep van Sovjetstrijdkrachten in Duitsland
In 1957 werd Ogarkov generaal-majoor en studeerde hij aan de Militaire Academie van de Generale Staf van de Strijdkrachten van de USSR. Nadat hij in 1959 afstudeerde werd hij te Grimma commandant van de 20e Gemotoriseerde Divisie Fuseliers van de Groep van Sovjetstrijdkrachten in Duitsland. In december 1961 werd hij stafchef en plaatsvervangend commandant van het militair district Wit-Rusland. Vanaf december 1965 was hij commandant van het militair district Wolga-Oeral.

### Stavka
Van 1966 tot 1971 was hij kandidaat-lid van het Centraal Comité van de Communistische Partij van de Sovjet-Unie en van 1971 tot 1991 lid. Van 1966 tot 1989 was hij lid van de Raad van de Nationaliteiten voor de Litouwse Socialistische Sovjetrepubliek.
Vanaf april 1968 was hij 1e plaatsvervangende chef van Stavka.
Van maart 1974 tot januari 1977 vice-minister van Defensie van de Sovjet-Unie - voorzitter van de technische staatscommissie van de USSR, lid van het Collegium van het ministerie van Defensie van de Sovjet-Unie.
Op 8 januari 1977 werd Ogarkov hoofd van Stavka en 1e vice-Minister van Defensie van de Sovjet-Unie. Op 14 januari 1977 werd hij Maarschalk van de Sovjet-Unie.
Ogarkov besteedde aandacht aan de strategische raketstrijdkrachten en raketverdediging.
In de jaren zeventig bereidde hij de Strategic Arms Limitation Talks voor.
Hij organiseerde de grootschalige oefening “Zapad-81” in september 1981.
Ogarkov was een tegenstander van de Afghaanse Oorlog (1979-1989) en kwam zo in conflict met minister van Defensie van de Sovjet-Unie Dmitri Oestinov.
Luitenant-generaal Lev Gorelov, militair hoofdadviseur van de strijdkrachten van Afghanistan schreef:

Ogarkov vertelde me de hele tijd dat we de orde in Afghanistan niet zouden herstellen met bommen en granaten. 
Dit probleem kan alleen met politieke methoden worden opgelost.

Kolonel-generaal Igor Illarjonov, assistent van Dmitri Fedorovitsj Oestinov schreef:

Oestinov begon bijvoorbeeld Ogarkov te nomineren. Hij kwam vele malen naar Dmitri Fedorovitsj bij het Centraal Comité en mocht hem op de een of andere manier. Eerst werd Ogarkov benoemd tot voorzitter van de Technische Staatscommissie. En dan - de chef van de generale staf in plaats van maarschalk Koelikov. Maar toen Ogarkov zich bewust werd van de zaak, begonnen ze wat botsingen te krijgen. Ogarkov bleek qua werkstijl erg op Chroesjtsjov te lijken: voer geen brood, laat iets transformeren en opnieuw doen. Volledige herstructurering. En dit is de ineenstorting van het werk.

In 1983 legde Ogarkov op televisie het neerhalen van Korean Air-vlucht 007 uit.

### Westelijke Strijdkrachten
In september 1984 werd hij ontslagen als hoofd van Stavka en gedegradeerd tot opperbevelhebber van de westelijke strijdkrachten. Van augustus 1988 tot januari 1992 was hij inspecteur-generaal van de Groep van inspecteurs-generaal van het ministerie van Defensie van de Sovjet-Unie. Tegelijkertijd, van 1990 tot augustus 1991, leidde hij de raad van veteranen van oorlog, werk, strijdkrachten en ordehandhaving. In januari 1992 werd hij adviseur van het Ministerie van Defensie van de Russische Federatie en tegelijk adviseur van de chef van de generale staf van de Verenigde Strijdkrachten van het Gemenebest van Onafhankelijke Staten. Hij stierf te Moskou op 23 januari 1994 na een lange ziekte en ligt er begraven op perceel 11 van de Novodevitsji-begraafplaats.

## Familie
Hij was getrouwd met Raisa Georgijevna Ogarkova (1920-2004) en heeft kinderen en kleinkinderen.

## Militaire graden
- Kolonel 4 september 1950[9]
- Generaal-majoor 11 juli 1957
- Luitenant-generaal 22 februari 1963
- Kolonel-generaal 25 oktober 1967
- Legergeneraal 5 oktober 1973
- Maarschalk van de Sovjet-Unie 14 januari 1977

## Onderscheidingen

### Sovjet-Unie
- Held van de Sovjet-Unie 28 oktober 1977
- Tweemaal Leninorde 28 oktober 1977 en 28 april 1980
- Orde van de Oktoberrevolutie 29 oktober 1987
- Orde van de Rode Banier 21 februarii 1969
- Orde van Soevorov 1e klasse 4 november 1981
- Tweemaal Orde van de Vaderlandse Oorlog 1e klasse 23 juni 1945 en 4 juni 1985
- Orde van de Vaderlandse Oorlog 22 oktober 1944
- Tweemaal Orde van de Rode Ster 5 november 1954 en 28 oktober 1967[10]
- Orde van Verdienste voor het Moederland in de Strijdkrachten van de Sovjet-Unie 3e klasse 30 april 1975
- Medaille voor de Gewapende Strijd 20 juni 1949
- 16 andere medailles van de USSR.
- Leninprijs 1981

### Buitenlandse
- Orde van de Volksrepubliek Bulgarije 1e klasse
- Militaire Orde voor Dapperheid in de Oorlog (Koninkrijk Bulgarije) 4e klasse 1945
- Orde van de Vlag van de Volksrepubliek Hongarije 4 april 1975
- Orde voor Militaire Prestaties 1e klasse (Vietnam)
- Scharnhorst-orde (Duitse Democratische Republiek)
- Orde van Suha Bator (Mongolië)
- Orde van de Rode Banier (Mongolië)
- Commandeur in de Orde Polonia Restituta
- Orde van Tudor Vladimirescu 1e en 3e klasse
- 26 andere buitenlandse medailles.

## Nagedachtenis
- In de Sivtsev Vrazjek Laan nr. 31 te Moskou, waar Ogarkov van 1976 tot 1994 woonde, hangt een gedenkplaat.
- In zijn geboortedorp Molokovo is een museum met zijn naam.
- Sinds februari 2018 is een controlekamer van het nationaal commandocentrum van de Russische Federatie naar hem genoemd.
- Het Centrum voor Analyse van Strategieën en Technologieën (CAST) houdt jaarlijks een conferentie met zijn naam.
- Rusland gaf op 26 oktober 2017 een postkaart van hem uit.

## Romans en film
- Ogarkov komt onder de naam “Nikolaj Vasiljevitsj Agarkov” voor in de trilogie “Maarschalk” van Michail Lantsov
- Ogarkov komt onder de naam “Ogarpov” voor in de roman "An Alien Face" van Edward Topol.
- In de gelijknamige verfilming heet hij “Zotov” en speelt Aleksandr Pasjoetin zijn rol.